# Porsche 924S

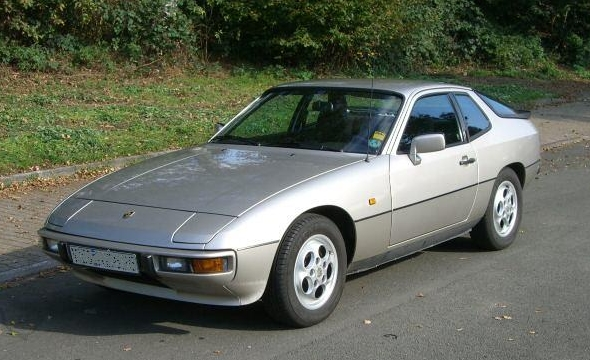
Porsche 924S

De Porsche 924 S is geproduceerd vanaf modeljaar 1986 tot en met modeljaar 1988. In deze 924 werd er een door Porsche gebouwde motor gebruikt, de 2,5-liter viercilinder lijnmotor van de 944.
De Porsche 924 S, die vanaf modeljaar 1986 leverbaar was, zorgde voor een grote technische verbetering van het 924 modelprogramma. Veel componenten van dit model zijn overgenomen van de 944. Zoals de aandrijfeenheid, het remsysteem, onderstelcomponenten alsmede interieurdelen.
De 2,5-liter motor van de 924 S had hetzelfde ontwerp als de 944 en leverde in eerste instantie 150 pk maar vanaf modeljaar 1988 leverde deze motor 160 pk.

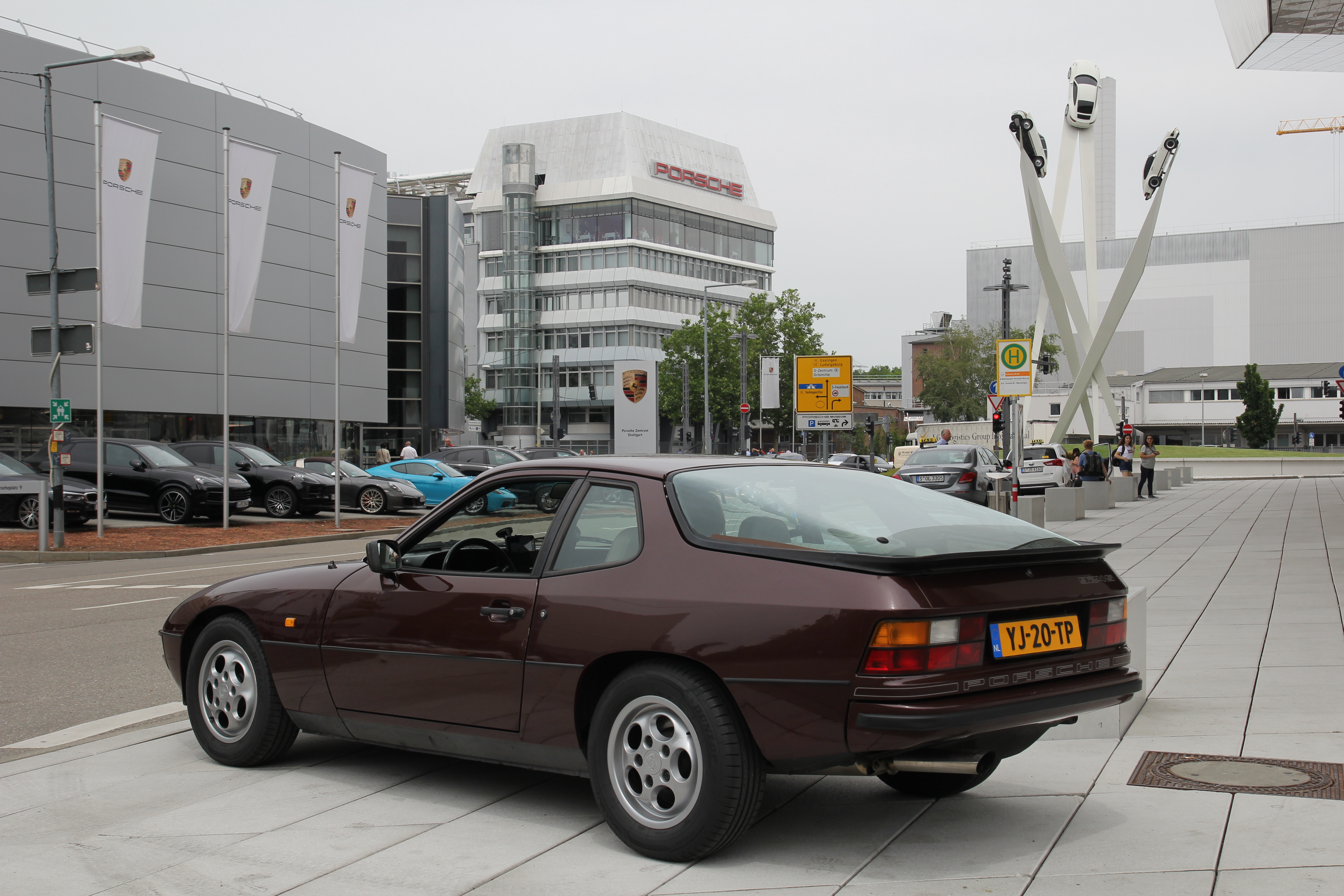
Porsche 924S - 1987